# The Atlantic
The Atlantic és una revista i projecte multiplataforma estatunidenca. Publica articles sobre política, afers exteriors, negocis, economia, cultura, tecnologia i ciència.
Va ser fundada el 1857 a Boston, inicialment amb el nom de The Atlantic Monthly, una revista literària i cultural que publicava els comentaris dels principals escriptors sobre educació, l'abolicionisme i altres grans qüestions polítiques de l'època. Entre els seus fundadors hi havia Francis H. Underwood i els destacats escriptors Ralph Waldo Emerson, Oliver Wendell Holmes Sr., Henry Wadsworth Longfellow, Harriet Beecher Stowe i John Greenleaf Whittier. James Russell Lowell va ser el seu primer editor. A més, The Atlantic Monthly Almanac era un almanac anual publicat per als lectors de Atlantic Monthly durant els segles XIX i XX. Va ser una revista mensual durant 144 anys fins al 2001, quan va publicar 11 números; i des del 2003 ha publicat 10 números anuals. Va canviar oficialment el nom el 2007.
L'editor executiu del lloc web és Adrienne LaFrance, l'editor en cap Jeffrey Goldberg i el CEO és Nicholas Thompson. El 2021 i el 2022, els seus escriptors van guanyar els premis Pulitzer per a l'escriptura de llargmetratges i, el 2022, va guanyar el premi a l'excel·lència general de la Societat Americana d'Editors de Revistes.

## Llista d'editors en cap
- James Russell Lowell, 1857–1861
- James T. Fields, 1861–1871
- William Dean Howells, 1871–1881
- Thomas Bailey Aldrich, 1881–1890
- Horace Scudder, 1890–1898
- Walter Hines Page, 1898–99
- Bliss Perry, 1899–1909
- Ellery Sedgwick, 1909–1938
- Edward A. Weeks, 1938–1966
- Robert Manning, 1966–1980
- William Whitworth, 1980–1999
- Michael Kelly, 1999–2003
- Cullen Murphy, 2003–2006 (editor intern, no va ser nomenat mai editor en cap)
- James Bennet, 2006–2016
- Jeffrey Goldberg, 2016–present[9]